# Comostola nereidaria
Comostola nereidaria là một loài bướm đêm trong họ Geometridae.